# Kinosternon scorpioides
 Kinosternon scorpioides, també coneguda com la tortuga escorpí, la tortuga estoig, la morrocoy d'aigua, tapaculo  i la  tortuga de pit trencat, és una tortuga de la família Kinosternidae, que viu en llacunes i rius de l'Amèrica tropical des de Mèxic fins al nord de l'Argentina.
La closca és de color marró i fa entre 15 i 18 cm de longitud, sent més gran la dels mascles. El cap, les potes i la cua són de color gris. A la punta de la cua presenta una ungla, de manera que internacionalment se la coneix com la tortuga escorpí.
El plastró és groguenc, està dividit en tres seccions articulades, la central fixa i les altres dos mòbils, cosa que li permet tancar-se en una caixa pròpia amb una tapa anterior i altra posterior, que protegeixen el seu cos quan se sent en perill. Aquesta característica li dona el seu nom d'estoig.
A l'estació seca s'enterra entre el fang fins que l'aigua torna a omplir la llacuna o el llit del riu on es troba, del que ve la seva denominació com la tortuga del fang. Li agrada descansar amagada entre les plantes i surt a buscar aliment a l'alba i al vespre.
El seguici i l'aparellament ocorren generalment en l'aigua. La femella posa 2-9 ous blancs líptics, a la base de les plantes i freqüentment els enterra.
S'alimenta de peixos, insectes, mol·luscs i anèl·lids.

## Subespècies
- K.s. abaxillare - Chiapas (Mèxic)
- K.s. albogulare - d'Hondures a Panamà
- K.s. carajensis - sud de Pará (Brasil)
- K.s. pachyurum - Bolívia
- K.s. panamense - Panamà
- K.s. scorpioides - Panamà, Colòmbia, l'Equador, nord del Perú i algunes zones del Brasil i Bolívia.
- K.s. seriei - sud de Bolívia, est del Paraguai i nord de l'Argentina.
- K.s. cruentatum- del sud-est de Mèxic al Salvador. Closca amb tons més clars i brillants. El cap té taques taronges. Alguns la classifiquen com a espècie independent, K. cruentatum (Duméril, Bibron & Duméril, 1851).